# ملکه این سون
ملکه این سون (کره‌ای: 인선왕후 장씨; هانجا: 仁宣王后 張氏؛ ۳۰ ژانویه ۱۶۱۹ – ۲۰ مارس ۱۶۷۴) نام پسامرگی بود که به همسر و ملکه هم‌نشین یی هو، پادشاه هیوجونگ، هفدهمین پادشاه چوسان اعطا شد. او از سال ۱۶۴۹ تا زمان مرگس همسرش در سال ۱۶۵۹ ملکه هم‌نشین چوسان بود و پس از آن از وی با عنوان ملکه بیوه هیوسوک (کره‌ای: 효숙왕대비) تجلیل شد. او اولین ملکه چوسان بود که تجربه زندگی در یک کشور خارجی را داشت.